# Byron Guamá
Guamá  de la Cruz est un nom espagnol. Le premier nom de famille, en général paternel, est Guamá ; le second, en général maternel, souvent omis, est de la Cruz.
Pour les articles homonymes, voir Guama.
Byron Patricio Guamá de la Cruz, né le 14 juin 1985 à San Isidro dans la province de Carchi, est un coureur cycliste équatorien, membre de l'équipe Movistar-Best PC.

## Biographie
Byron Guamá réside à Cayambe dans la province de Pichincha. Il est marié et père de deux enfants. Il est le représentant de l'Équateur aux Jeux de Londres, où il accompagne plusieurs membres de l'équipe UCI World Tour de sa formation Movistar. Plus de deux cents personnes étaient regroupés pour le soutenir, le jour de son départ pour l'Angleterre. Participer aux Jeux est un but qu'il s'était fixé depuis qu'il se consacre à 100 % au cyclisme. Avant son départ pour Londres, il pensait qu'obtenir une médaille serait une tâche difficile, mais qu'il donnerait le meilleur de lui-même pour représenter du mieux possible son pays. Il termine la course en ligne des Jeux, hors délais.
Fin 2012, lorsque les filiales colombiennes et équatoriennes de Movistar décident de s'unir pour pérenniser la formation, il fait tout naturellement partie de l'équipe.
Début mai 2013, il participe aux championnats panaméricains au Mexique. Dans la course en ligne, son compatriote Segundo Navarrete part à la poursuite du Mexicain Ignacio Sarabia, ils seront rejoints par le Colombien Jonathan Paredes. Byron Guamá reste dans le peloton, qu'il domine au sprint, prenant la quatrième place finale. 
Trois jours plus tard, il est au départ de la Clásica Pavanial de Tulcán, chez lui, en Équateur. Dans la première étape, il rejoint son équipier Óscar Soliz, parti en échappé. Guamá fausse compagnie à ses deux compagnons de fugue, qu'il relègue à plus d'une minute, le peloton terminant à plus de six minutes. Le lendemain, il récidive. Il remporte la deuxième étape, quelques secondes devant deux hommes et une minute devant le peloton. Solidement en tête du classement, les trois dernières étapes le voient contrôler la course, avec l'aide de ses coéquipiers. Il remporte l'épreuve devant Soliz, vainqueur sortant. 
Après une participation sans relief à la Vuelta a Antioquia, Guamá se présente au Tour de Colombie, qui part cette année de son pays natal. Il le terminera vingt-huitième avec le gain de deux étapes. En effet, même s'il ne parvient pas à s'immiscer dans l'échappée victorieuse de la première étape, qui se déroule dans son intégralité en Équateur, il s'offre un succès dès le lendemain. En raison du fort vent de côté, une cassure projette dix-neuf hommes à l'avant du peloton. Puis Guamá s'isole avec deux compagnons dont il se débarrasse pour s'imposer en solitaire. Son second bouquet, il l'obtient à l'issue d'un sprint massif. Sa formation réduit à néant la dernière échappée, dans les faubourgs de la ville d'arrivée. Guamá prend la roue d'Óscar Pachón et de Félix Cárdenas qui lancent le sprint, il les déborde dans les derniers mètres.
Principal objectif du recrutement de la nouvelle équipe continentale équatorienne, Byron Guamá signe au profit de la formation cycliste Ecuador, à la fin de l'année 2013. Malgré les doutes qui l'assaillent au moment de quitter la formation Movistar, où il a passé trois ans et qu'il considère comme une famille et une grande équipe, il choisit de participer au projet national. Il éprouve de l'orgueil à faire partie de ce rêve devenu réalité, la première équipe continentale équatorienne. Il exprime, également, son contentement à pouvoir, de nouveau, courir en Europe.
En 2020, il intègre une nouvelle équipe continentale équatorienne Best PC Ecuador, alors que son équipe Movistar redescend en national.

## Palmarès sur route
| - 2004 - Tour de l'Équateur - 2005 - 3e étape du Tour de l'Équateur - 2006 - 4e et 6eb étapes du Tour de l'Équateur - 2e étape du Tour du Guatemala - 2007 - Champion d'Équateur sur route - 10e étape du Tour du Guatemala - 5e étape du Tour de l'Équateur - 2008 - Doble Sucre Potosi Grand Prix : - Classement général - 1re et 2e étapes - 3e étape du Tour de Chihuahua - Tour de l'Équateur : - Classement général - 1re, 2e, 5e et 9e étapes - 2009 - 4e et 8e étapes du Tour du Guatemala - 1re et 2e étapes du Tour de l'Équateur - 2010 - Tour de l'Équateur : - Classement général - 1re et 4e étapes - 3e du Tour de Bolivie - 2011 - 2eb et 6e étapes du Tour de Colombie - 3e étape du Clásico RCN - 10e du championnat panaméricain sur route - 2012 - 8e étape du Tour de Colombie - 5e étape du Clásico RCN - 2e étape de la Vuelta al Mundo Maya - Tour de l'Équateur : - Classement général - 2e, 3e (contre-la-montre par équipes) et 8e étapes - 3e du Tour de Rio - 2013 - 2e et 10e étapes du Tour de Colombie - 4e étape du Clásico RCN - 3e et 11e étapes du Tour de l'Équateur - Médaillé de bronze de la course en ligne des Jeux bolivariens - 4e du championnat panaméricain sur route | - 2014 - Champion panaméricain sur route - Champion d'Équateur sur route - 1re étape du Tour de l'Alentejo - 4e étape du Clásico RCN - 2e du championnat d'Équateur du contre-la-montre - 2015 - Champion panaméricain sur route - Tour du Rio Grande do Sul : - Classement général - 3e et 4e étapes - 5e étape du Tour du Mexique - 5e étape du Tour du Venezuela - 2e de l'UCI America Tour - 2016 - 3e étape du Tour du Rio Grande do Sul - 8e étape du Tour du Venezuela - 7e étape du Tour du Guatemala - 2017 - 8e étape du Tour du Guatemala - 2018 - 9e étape du Tour du Venezuela - 9e étape du Tour de l'Équateur - 3e du Tour de l'Équateur - 2019 - 7e étape du Tour de l'Équateur - 1re étape du Tour du Costa Rica - 6e du championnat panaméricain sur route - 2020 - 2e, 3e et 5e étapes du Tour de l'Équateur - 3e du Tour du Guatemala - 2021 - 2e du championnat d'Équateur sur route - 3e du Tour de l'Équateur - 2023 - 3e étape du Tour de Colombie - 7e étape du Tour du Costa Rica - 2e du Tour du Guatemala - 2024 - 3e étape du Tour du Guatemala - 4e étape du Tour du Costa Rica |  |

### Classements mondiaux
| Année                                 | 2007 | 2008 | 2009 | 2010 | 2011 | 2012 | 2013 | 2014 | 2015 | 2016  | 2017 | 2018  | 2019 | 2020 | 2021 | 2022 | 2023 | 2024  |
| ------------------------------------- | ---- | ---- | ---- | ---- | ---- | ---- | ---- | ---- | ---- | ----- | ---- | ----- | ---- | ---- | ---- | ---- | ---- | ----- |
| Classement mondial                    |      |      |      |      |      |      |      |      |      | 1531e | 977e | 1401e | 683e | 576e | 397e | 725e | 588e | 1253e |
| UCI Europe Tour                       | nc   | nc   | nc   | nc   | nc   | nc   | nc   | 513e | nc   | nc    | nc   | nc    |      |      |      |      |      |       |
| UCI America Tour                      | 48e  | 10e  | 13e  | 31e  | 19e  | 90e  | 19e  | 5e   | 2e   | 208e  | 62e  | 137e  | 75e  | 41e  | 36e  | 66e  | 54e  | nc    |
|                                       |      |      |      |      |      |      |      |      |      |       |      |       |      |      |      |      |      |       |
| Légende : nc = non classéSource : UCI |      |      |      |      |      |      |      |      |      |       |      |       |      |      |      |      |      |       |

## Palmarès sur piste

### Championnats panaméricains
- Mar del Plata 2012
  -  Médaillé de bronze de l'américaine (avec José Ragonessi)